# 에카테리나 오프로이우

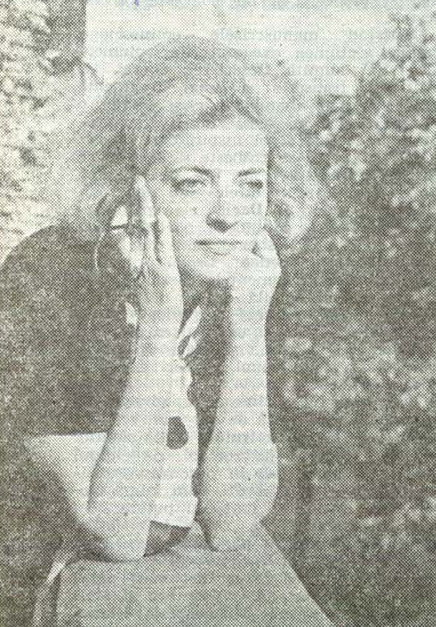

에카테리나 오프로이우(Ecaterina Oproiu)는 루마니아의 새로운 연극을 주도하는 유일한 극작가로 <나는 에펠탑이 아니다>로 각광을 받았다. 그녀는 루마니아의 대표적인 영화잡지의 편집자이며 영화대본도 쓰고 있다. 남편은 경제학자이다.
<에펠탑>은 평범한 이야기를 풍부한 상상력을 갖고 쓴 작품으로, 버스를 놓친 소년, 소녀가 시골길을 떠돌아다니며 자신들의 미래를 꿈꾸는 이야기이다.